# Michaela Jaé Rodriguez
Michaela Antonia Jaé Rodriguez, również Mj Rodriguez i MJ Rodriguez (ur. 7 stycznia 1991 w Newark) – amerykańska aktorka i piosenkarka.

## Życiorys
W młodości uczęszczała do kilku szkół teatralnych, zanim została obsadzona w teatralnej produkcji Rent jako Angel Dumott Schunard, zdobywając za swój występ w 2011 roku Clive Barnes Award. Po występie w musicalu Rent, Rodriguez miała przerwę od występów, aby przejść tranzycję płciową. Od 2012 do 2016 roku Rodriguez zaczęła ponownie pracować na scenie oraz występowała w małych rolach telewizyjnych w serialach Siostra Jackie, Pamiętniki Carrie i Luke Cage.
W 2017 roku została obsadzona w jednej z głównych ról w serialu FX Pose, dzięki czemu stała się częścią największej obsady aktorek transpłciowych w serialu telewizyjnym. Jej występ jako Blanca Evangelista spotkał się z uznaniem krytyków. W 2021 roku została pierwszą transpłciową kobietą, która otrzymała nominację do nagrody Emmy w głównej kategorii aktorskiej; została nominowana do nagrody w kategorii „Najlepsza główna aktorka w serialu dramatycznym” za rolę w trzecim i ostatnim sezonie serialu Pose.